# مادیارسرداهی
مادیارسِرداهِی (به مجاری:  Magyarszerdahely) یک شهرداری در مجارستان است که در زالا واقع شده‌است. مادیارسرداهلی ۱۶٫۲۲ کیلومتر مربع مساحت و ۵۵۹ نفر جمعیت دارد.